# Juan de Urrede
Juan de Urrede, auch Urreda, Vreda oder Wreede (* um 1430 in Brügge; aktiv von 1451 bis 1482) war ein südniederländischer Komponist, Sänger, Geistlicher und Kapellmeister des späten Mittelalters.

## Leben und Wirken
Der Vater von Juan de Urrede, Rolandus de Wreede, war von 1447 bis 1485 Organist an der Kirche St. Donatian in Brügge; hier wurde Juans Bewerbung als Kleriker zunächst abgewiesen, weil Vater und Sohn nicht in der gleichen Institution arbeiten durften. Er erreichte 1457 eine ähnliche Stellung an der Onze Lieve Vrouwe kerk, und kurz darauf wurde er dort bis zum Jahr 1460 Kaplan. In welchem Jahr Urrede dann Brügge verließ und nach Spanien ging, ist nicht überliefert; sein Name verschwindet ab 1460 in den Brügger Aufzeichnungen. Seine nächste belegte Position ist die eines Sängers und Gesangslehrers an der Kapelle des ersten Herzogs von Alba, García Álvarez de Toledo († 1488), einem Vetter von König Ferdinand; Urrede ist die kastilische Form des Namens Wreede. Am Hof des Herzogs in Alba de Tormes standen die Pflege von Dichtkunst und Musik auf hohem Niveau. In den herzoglichen Haushaltsbüchern wird Urrede als ein früherer Sänger des Königs geführt. Am 17. Juni 1477 wird er offiziell als Kapellmeister am Königshof von Aragón verpflichtet und blieb hier, nach den Haushaltsbüchern des Hofs, bis mindestens 1482. Nachdem an der Universität Salamanca eine Professorenstelle frei wurde, bewarb sich der Komponist um diese Stellung; er drohte sogar mit Repressalien seitens König und Papst, wenn die Stellung nicht mit einem Musiker besetzt werden sollte. Er hatte jedoch keinen Erfolg. Diese Vorgänge deuten darauf hin, dass Urrede gute Beziehungen zu beiden hatte. Nach 1482 gibt es über ihn keine Informationen mehr, weil die Haushaltsbücher für die Zeit danach fehlen; er könnte aber in dem Dienst am Hof von Aragón noch einige Jahre länger gestanden haben.

## Bedeutung
Das Schaffen von Juan de Urrede zeigt in besonderer Weise die enge Verflechtung der musikalischen Strömungen in Europa auf der Wende vom 15. zum 16. Jahrhundert. Zusammen mit Enrique de Paris und Juan Cornago ist er führend in der Gruppe ausländischer oder im nicht-spanischen Ausland ausgebildeter Musiker, die in Spanien wirkten. Bemerkenswert ist hier, dass mit seinem Werk in gewissem Sinn eine Umkehrung verbunden ist: Mit seiner Adaption spanischer Kompositionstypen wie canción oder villancico bereicherte er in ganz Europa das formale und stilistische Repertoire.
Die überlieferten Messesätze von Urrede dürften schon in seiner Zeit in Brügge entstanden sein. Dagegen liegt die Canción Nunca fue penan mayor in spanischen und nichtspanischen Quellen vor und dienten als Vorlage für Messen, viele Vokalkompositionen und Instrumentalstücke anderer Komponisten; an erster Stelle sind hier die gleichnamigen Messen von Francisco de Peñalosa und Pierre de la Rue zu nennen. Am weitesten verbreitet ist seine geistliche Komposition Pange lingua, die in zwei Fassungen überliefert ist; hier bearbeitete der Komponist eine mozarabische Version dieses Hymnus. Dies korrespondiert zu der Tatsache, dass die Wiederbelebung des mozarabischen Ritus bei der Kirchenreform der spanischen Könige eine wichtige Rolle spielte.
Die zeitgenössischen Musiktheoretiker, wie Bartolomé Ramos de Pareja (in Musica practica, Bologna 1482) und sein Schüler Giovanni Spataro (1458–1541, in Tractato di musica, Venedig 1531) äußerten sich lobend über Juan de Urrede. Darüber hinaus gibt es in den Dokumenten der Universität Salamanca einige dem Komponisten zugeschriebene Notizen, die sein Interesse für Musiktheorie belegen; dies wird auch dadurch gestützt, dass er sich dort für eine Professur bewarb.
Auffällig ist der Gegensatz zwischen dem zahlenmäßig kleinen Gesamtwerk des Komponisten einerseits und der, im Vergleich zu seinen spanischen Kollegen, ausgedehnten nationalen und internationalen Überlieferung und Aufnahme seiner Werke andererseits: Er ist nicht nur in allen wichtigen spanischen Quellen vertreten, sondern auch in vielen nicht-spanischen Handschriften und Drucken.

## Werke
- Geistliche Werke
  - Kyrie und Gloria »Spiritus et alme« aus der Missa de BMV zu sechs Stimmen
  - Magnificat sexti toni zu vier Stimmen, erschienen bei Gonzalo de Baena in Arte nouamente inuentada pera aprender a tanger, Lissabon 1540
  - »Nunc dimittis« zu drei Stimmen
  - »Pangue lingua« zu vier Stimmen, in zwei Fassungen; hrsg. in H. Anglès 1952
  - 1 verschollene Messe, erwähnt bei Giovanni Spataro in Tractato di musica, Venedig 1531
- Weltliche Werke (hrsg. in Monumentos de la música española Nr. 5 und Nr. 33)
  - »De vos y de mi quexoso« zu drei Stimmen
  - »Muy triste será mi vida« zu drei Stimmen
  - »Nunca fue pena mayor« zu drei Stimmen, Text: García Álvarez de Toledo, Herzog von Alba zugeschrieben
- Schriften
  - Incunabel 155 (mit einem Exemplar von Franchino Gaffurios Practica musicae, Mailand 1497, zusammengebundene Handschrift).

## Ausgaben
- »Nunca fue pena mayor«, Faksimile, in: J. F. R. und C. Stainer (Hrsg.), Early Bodleian Music: Sacred and Secular Songs, 2 Bände, Oxford 1901 (Reprint 1967), Band 1, Nr. 104
- »La Música en la Corte de los Reyes Católicos«, Band 2: Polifonía profana. Cancionero Musical de Palacio (Siglos XV–XVI), hrsg. von H. Anglés, Band 1, Barcelona 1947, Nr. 1, S. 17 und 23 (= Monumentos de la música española Nr. 5)
- »Cancionero Musical de la Colombina (siglo XV)«, hrsg. von M. Querol Gavaldá, Barcelona 1971, Nr. 10, 11 und 32 (= Monumentos de la música española Nr. 33).